# Bùi Quỹ
Bùi Quỹ (裴樻, 1796-1861), tự Hữu Trúc, là danh thần triều Nguyễn trong lịch sử Việt Nam.

## Thân thế và sự nghiệp
Ông là người huyện Tiên Lữ, tỉnh Hưng Yên. Nội ông là Bùi Vinh Thận đỗ Hương cống đời Hậu Lê.
Năm Minh Mạng thứ 10 (Kỷ Sửu, 1829), Bùi Quỹ thi đỗ Tiến sĩ, được bổ làm Hàn lâm viện Biên tu. Sau, ông lần lượt trải các chức: Tri phủ Triệu Phong (Quảng Trị), Viên ngoại lang bộ Công, Lang trung.
Năm 1836, cử ông ra làm Án sát sứ ở Quảng Trị, rồi lại triệu về kinh làm Biện lý bộ Công, sau thăng Hữu thị lang, rồi chuyển sang bộ Hình.
Thiệu Trị năm thứ nhất (Tân Sửu, 1841), thăng ông làm Thự Hình bộ Hữu Tham tri. Tháng 8 (âm lịch) năm này, sung ông làm Chủ khảo trường Hương tại Thừa Thiên. Sau khi việc chữa bài của Cao Bá Quát bị phát giác, ông bị xử cách lưu.
Tự Đức năm thứ nhất (Mậu Thân, 1848), cho ông làm Lễ bộ Hữu Tham tri, sung làm Chánh sứ sang Yên Kinh (Bắc Kinh, Trung Quốc ngày nay).
Tháng 7 (âm lịch) năm sau (1849), sứ nhà Thanh là Lao Sùng Quang đến kinh đô Huế làm lễ tuyên phong cho nhà vua . Khoảng thời gian này, Bùi Quỹ cũng vừa về nước, được bổ làm Tả phó Đô ngự sử ở viện Đô sát. Nhưng chẳng lâu sau, ông bị giáng hai cấp, vì đàn hặc Trương Đăng Quế là "chuyên quyền tự tiện" trong vụ mất trộm ở nhà Công chúa An Mỹ, nhưng không được vua nghe .
Năm 1851, điều ông làm Thự Án sát sứ ở Tuyên Quang, rồi lần lượt thăng ông làm: Hồng lô tự khanh sung Sử quán Toản tu, Hàn lâm viện Trực học sĩ, Lại bộ Tả tham tri...
Năm 1859, sung ông đi công cán đất Bắc. Khi từ Sơn Tây trở về ông có dâng mật sớ trình bày về việc bố phòng, việc giỏi dở của các quan lại,...được vua khen. Trong năm ấy, đổi ông làm Tuần phủ hộ lý Tổng đốc Bình Phú (tức Phú Yên và Bình Định). Ở đây, nhờ ông ra sức cứu giúp và vỗ về mà nỗi khổ của dân vì mấy năm mất mùa, được vơi đi phần nào .
Năm Tự Đức thứ 14 (Tân Dậu, 1861), Bùi Quỹ ốm chết ở chỗ làm quan, thọ 66 tuổi.

## Tác phẩm
Bùi Quỹ có tập thơ Yên đài anh thoại làm lúc đi sứ. Ngoài ra, ông còn cùng với Nguyễn Văn Siêu soạn bộ Đại Việt địa dư toàn biên, gồm 5 quyển, in bằng ván gỗ năm Canh Tý (1900) đời vua Thành Thái .

## Nhận xét
Nói về Bùi Quỹ, trong sách Đại Nam chính biên liệt truyện có đoạn:
Bùi Quỹ ở chức lâu ngày, noi theo phép thánh hiền...Tính (ông) giữ chất phác mộc mạc, không thích bóng bẩy bề ngoài. (Ông) thường nói: "Học giả trước hết cốt phải một lòng thành thực làm đầu". Bọn sĩ phu đều khen...Khi tại chức, Bùi Quỹ luôn giữ phong hóa pháp độ, thường dâng sơ tham hặc các đại thần; lại tâu xin cho hiệu chính bộ "Đại Việt sử ký", sửa lại bộ "Đại Nam nhất thống chí", đồng thời quảng bá tập "Đại Nam phong nhã thống biên", để sáng tỏ việc văn trị. Các lời trình bày ý kiến, phần nhiều đều được thi hành...

## Sách tham khảo
- Quốc sử quán triều Nguyễn, Đại Nam chính biên liệt truyện (truyện "Bùi Quỹ"). Nhà xuất bản Văn học, 2004.
- Trần Văn Giáp, Tìm hiểu kho sách Hán Nôm. Nhà xuất bản Khoa học xã hội, 2003.